# J. D. Dillard

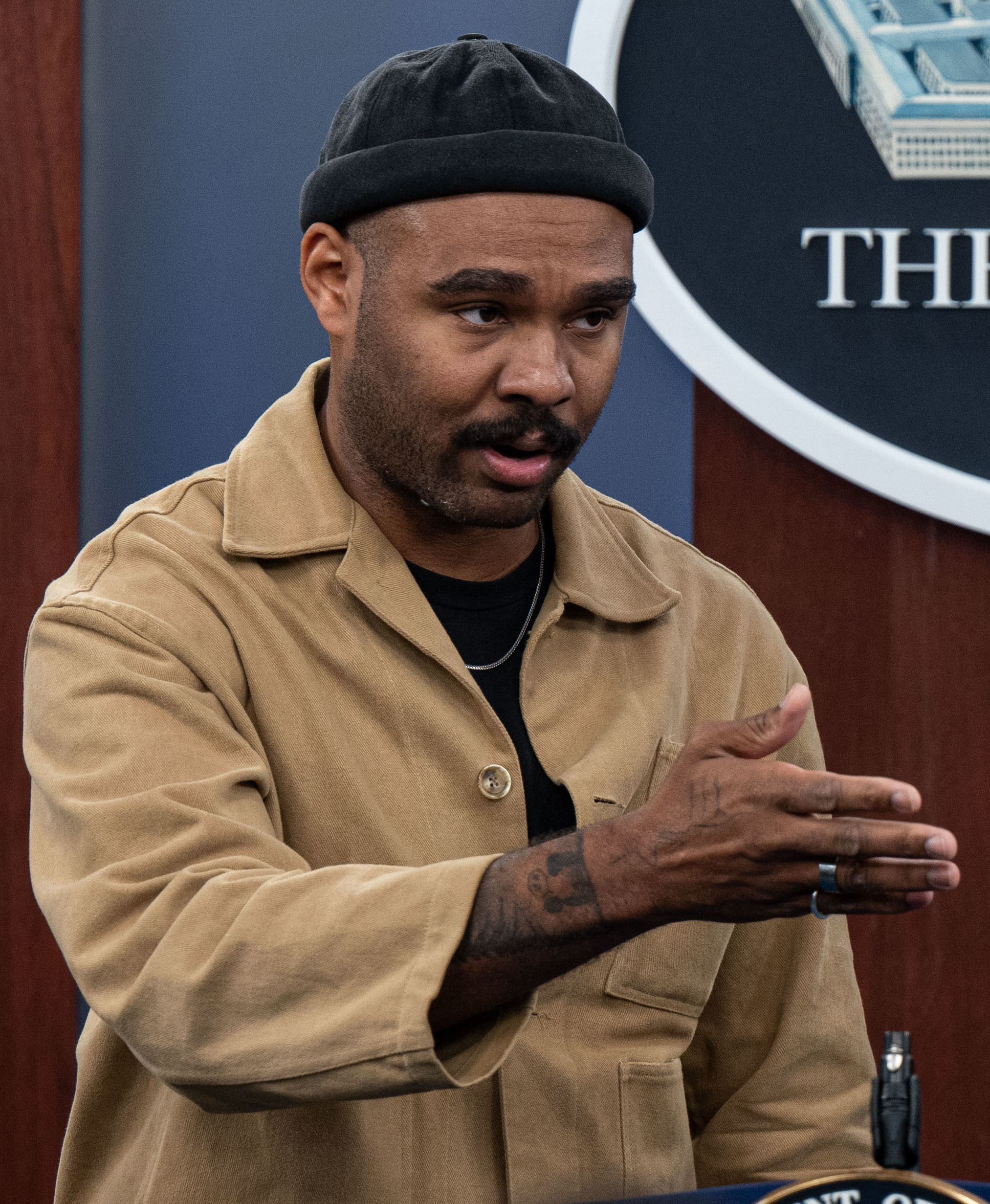
J. D. Dillard (2022)

Justin „J. D.“ Dillard (* 1. Januar 1988 in Norfolk, Virginia) ist ein US-amerikanischer Filmregisseur, Drehbuchautor und Filmproduzent.

## Leben und Karriere
J. D. Dillard wurde 1988 als Sohn des Navy-Flugoffiziers und späteren Blue-Angels-Piloten Bruce Dillard und dessen Ehefrau in Norfolk, Virginia geboren. Er hat mehrere Schwestern, mit denen er seine Kindheit größtenteils auf Marinestützpunkt wie in Philadelphia und Pensacola, Florida verbrachte. Bereits zu dieser Zeit verfolgte er den Traum, Filmemacher werden zu wollen, und inszenierte als Teenager erste Kurzfilme, bei denen er als Regisseur, Drehbuchautor, Produzent, Editor und Darsteller fungierte.
Nach seinem Schulabschluss besuchte Dillard zunächst zwei Jahre lang die Syracuse University in New York, ehe er 2008 an die University of Southern California wechselte, um näher an der US-amerikanischen Filmindustrie in Los Angeles zu sein. Sein Studium brach er zwar bereits nach einem Semester aus finanziellen Gründen ab, erhielt stattdessen aber eine Arbeit in der Führungsetage eines Filmproduktionsunternehmens. Um auch kreativ in den Entstehungsprozess von Filmen eingebunden zu sein, nahm Dillard finanzielle Einbußen in Kauf und nahm einen Job als Rezeptionist bei der von J. J. Abrams gegründeten Produktionsfirma Bad Robot an.
Während seiner Zeit bei Bad Robot brachten Dillard seine verfassten Drehbücher erste Vorstellungsgespräche ein, durch die er schließlich von einem Manager unter Vertrag genommen wurde. Nach einer Zeit von zwei Jahren im Unternehmen verließ Dillard Bad Robot, um sich fortan auf eine Karriere als Drehbuchautor zu fokussieren. Der Erfolg blieb jedoch zunächst aus, sodass Dillard wieder Aushilfsjobs bei Bad Robot annehmen musste und dabei unter anderem als Sous-Chef arbeitete. Schließlich wurde er von J. J. Abrams als Produktionsassistent für den Film Star Wars: Das Erwachen der Macht eingestellt, wobei er am Filmset professionelle Techniken des Filmemachens erlernte und fortan das Ziel verfolgte, seine Drehbücher auch selbst zu verfilmen.
Sein Regiedebüt gab Dillard im Jahr 2016 mit dem von einem Straßenmagier handelnden Thriller Sleight – Tricks & Drugs & Zauberei. Der mit einem Mikrobudget gedrehte Filme erregte auf dem Sundance Film Festival die Aufmerksamkeit von Blumhouse, die sich die Vertriebsrechte sicherten und einen US-amerikanischen Kinostart ermöglichten. Sleight erwies sich letztendlich als Durchbruch für Dillard und brachte ihm zwei Black-Reel-Award-Nominierungen als bester Nachwuchsregisseur und für das beste Debütdrehbuch ein.
In den Folgejahren arbeitete Dillard als Drehbuchautor und Produzent am Film noir Stray und als Regisseur am Fantasy-Horrorfilm Sweetheart. Beide Filme wurden im Jahr 2019 veröffentlicht, wo Dillard auch einen Cameo als Sturmtruppler in Star Wars: Der Aufstieg Skywalkers hatte. Weitere Projekte, bei denen er als Regisseur und Drehbuchautor tätig sein sollte, darunter ein Remake von Die Fliege und ein eigenständiger Star-Wars-Film, wurden letztendlich nicht umgesetzt. Stattdessen inszenierte Dillard im Jahr 2022 das historische Kriegsdrama Devotion mit Glen Powell und Jonathan Majors in den Hauptrollen, wobei er Parallelen zu seiner eigenen Kindheit in einer Navy-Familie zog. Dillards eigener Vater war für den Film als technischer Berater tätig.

## Filmografie
- 2005: Quick Change (Kurzfilm)
- 2006: Judy Goose
- 2008: Overheard in NYC (Kurzfilm, nur Regie)
- 2009: Mariah (Kurzfilm)
- 2013: The Exchange (Kurzfilm, nur Drehbuch)
- 2016: Sleight – Tricks & Drugs & Zauberei (Sleight)
- 2017–2019: Two Sentence Horror Stories (Fernsehserie, 2 Folgen, nur Regie)
- 2019: Sweetheart
- 2019: Stray (nur Drehbuch und Produktion)
- 2020: The Outsider (Miniserie, Folge 1x08, nur Regie)
- 2020: Twilight Zone (The Twilight Zone, Fernsehserie, Folge 2x02, nur Regie)
- 2020: Utopia (Fernsehserie, Folge 1x07, nur Regie)
- 2022: Devotion (nur Regie)